# 리크루트 홀딩스

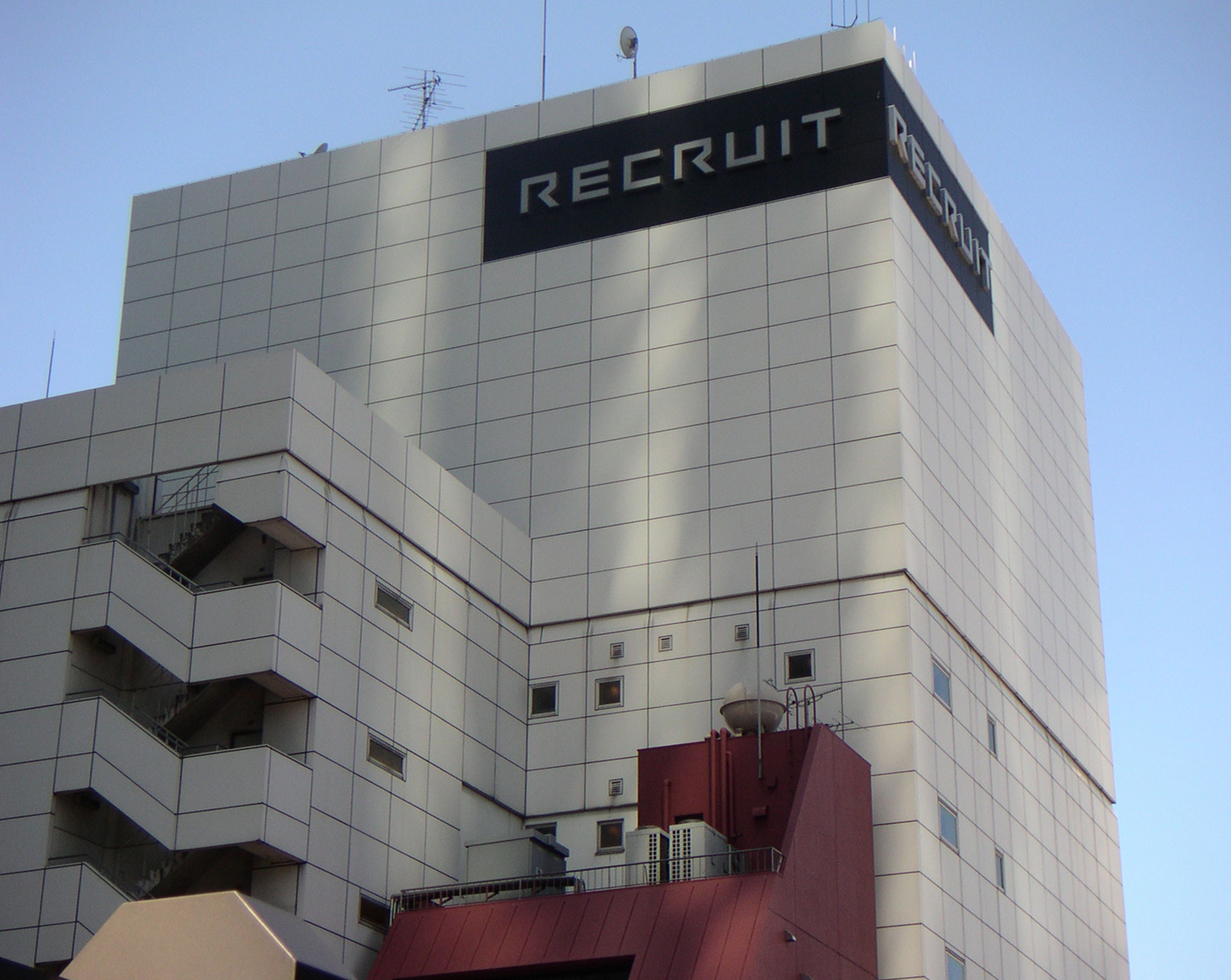
히가시 신바시 빌딩 모집

주식회사 리크루트 홀딩스(일본어: 株式会社リクルートホールディングス,영어: Recruit Holdings Co.,Ltd.)은 일본의 인적자원 회사다. 2016년 매출은 170억 달러가 넘었으며, 해외 매출이 전체 매출의 40%다.

## 역사
- 1960년 3월 : 에조에 히로마사가 도쿄 대학 신문의 광고 대행사 대학 신문 광고 회사 창업
- 1963년 4월 : 사명을 "대학 신문 광고 회사"에서 "일본 채용 센터 홀딩스"로 변경
- 1963년 8월 : 사명을 "일본 리크루트 센터 홀딩스"로 변경
- 1984년 : 사명을 "리크루트 홀딩스"로 변경
- 1988년 : 리크루트 사건 발생
- 2014년 10월 : 동경 증권 거래소 상장